# Běiyuè-miào
Il tempio di Beiyue (北岳庙S, Běiyuè-miàoP) è un tempio taoista situato a Quyang, nella città-prefettura di Baoding, Hebei, Cina. Il tempio era utilizzato per eseguire i riti sacrificali al monte Heng dagli imperatori della dinastia Song quando il monte era occupato dalla dinastia Liao. La sala Dening è l'edificio più esteso e più antico del tempio, e uno degli esempi più importanti dell'architettura lignea della dinastia Yuan. Il tempio comprende tre portali d'accesso, un padiglione ottagonale e numerose antiche steli.

## Storia

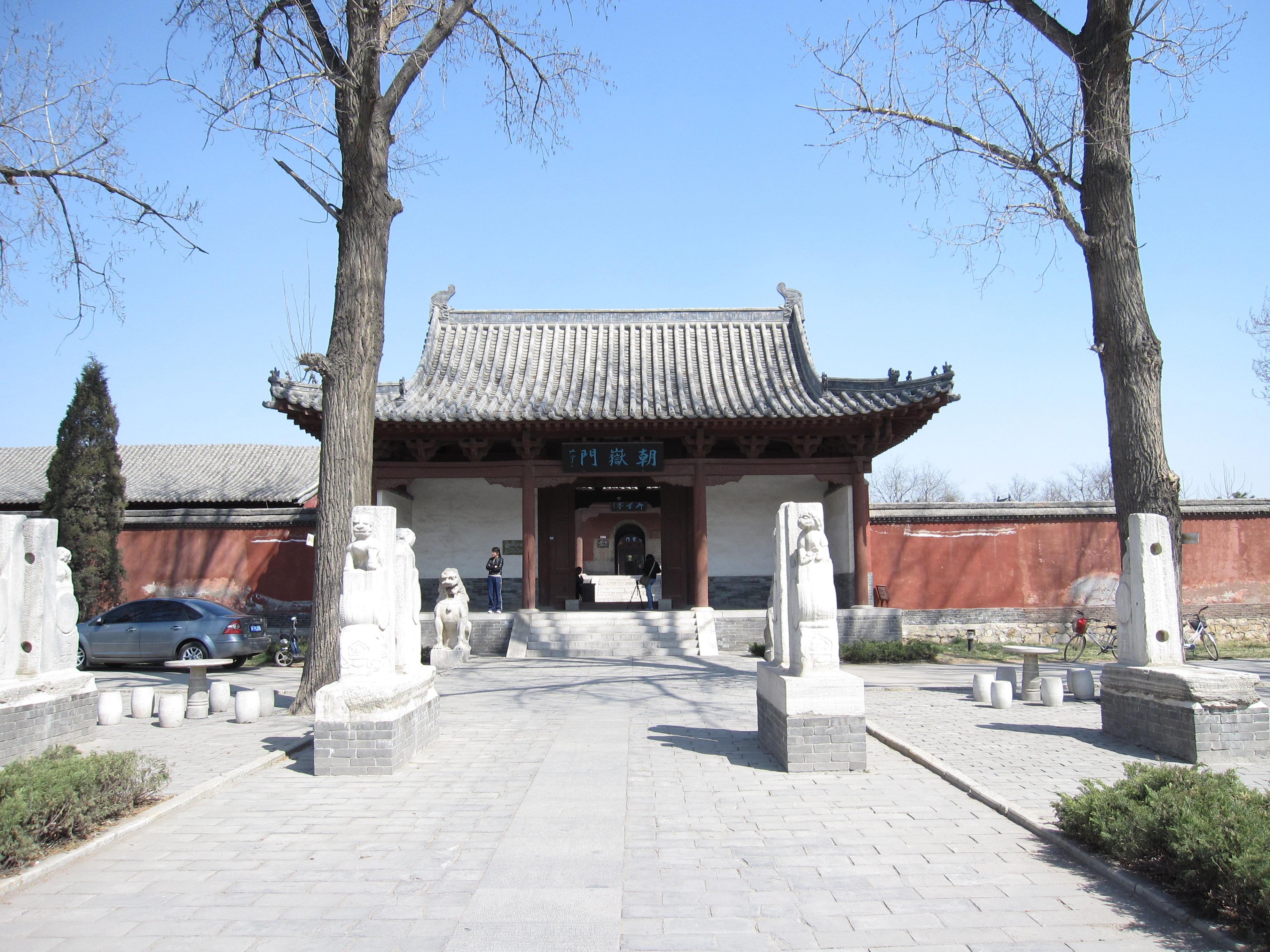
La Porta Chaoyue

Il tempio di Beiyue fu fondato per la prima volta sotto gli Wei Settentrionali (386-584), oppure sotto i Tang (618-907), ma pare che il sito fosse stato utilizzato già nel secolo II durante la dinastia Han. Il tempio fu costruito due volte, la prima nel 991, dopo che fu distrutto dai Qidan negli anni 950, e poi ricostruito nel 1270. In base a un'immagine superstite del tempio, risalente a una storia locale di Quyang scritta nel 1672, il tempio aveva già preso in quel periodo la sua forma attuale.
Durante la dinastia Song, il tempio di Beiyue veniva utilizzato come luogo alternativo per l'esecuzione dei riti sacrificali al "Picco settentrionale", ossia il monte Heng, uno dei monti sacri del Taoismo. In tale periodo, il monte Heng era situato nel territorio controllato dalla dinastia Liao (916-1125). Al fine di mantenere la legittimità politica e di ricevere supporto taoista, il tempio di Beiyue venne scelto dall'imperatore Song come il luogo da cui eseguire i sacrifici allo Hengshan. Benché il monte non fosse controllato dai Song, questi ultimi credevano che una "vena geomantica" dirigesse i loro sacrifici, facendo raggiungere loro il territorio nemico.

## Architettura

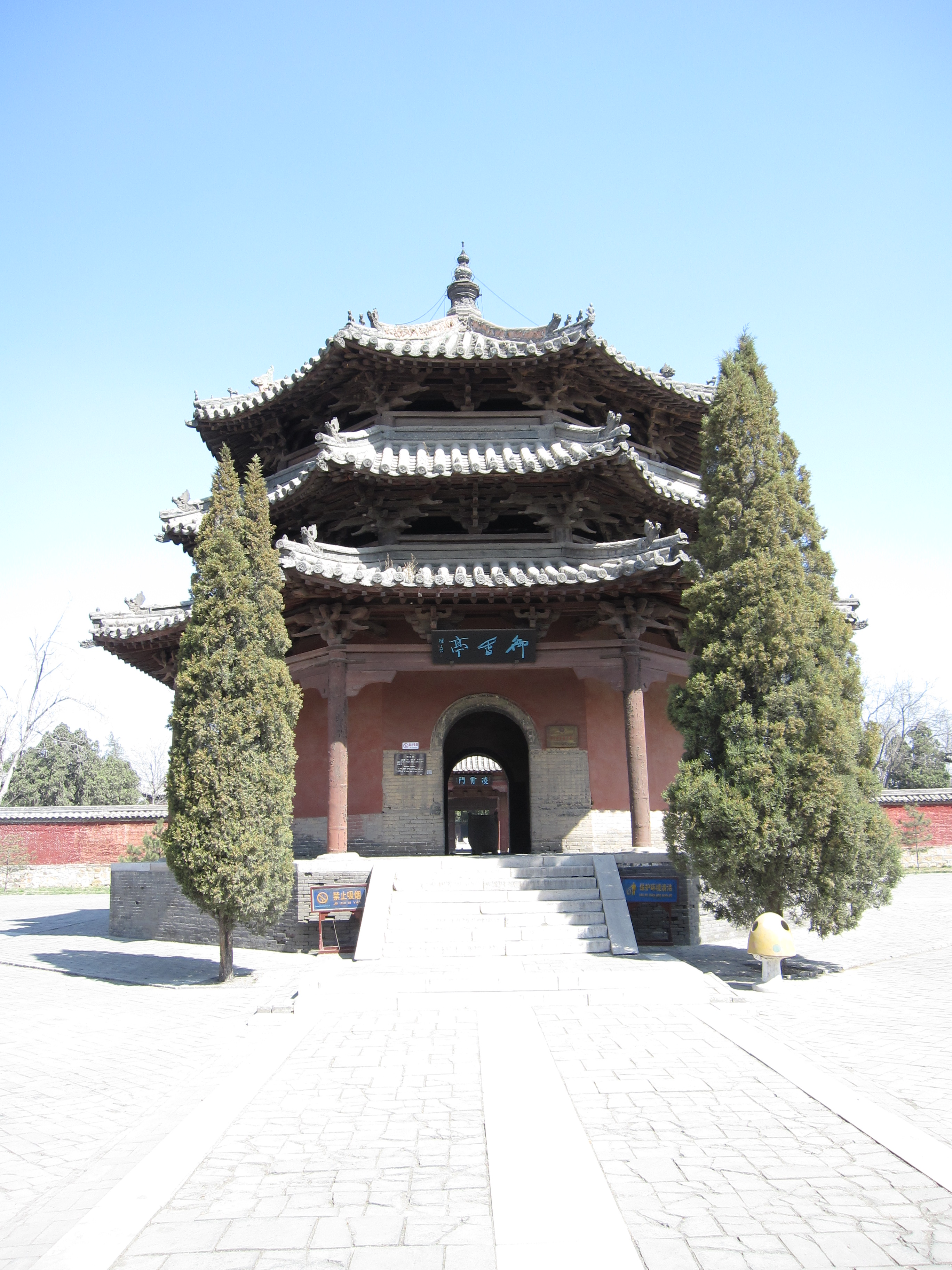
Il padiglione Tianyi

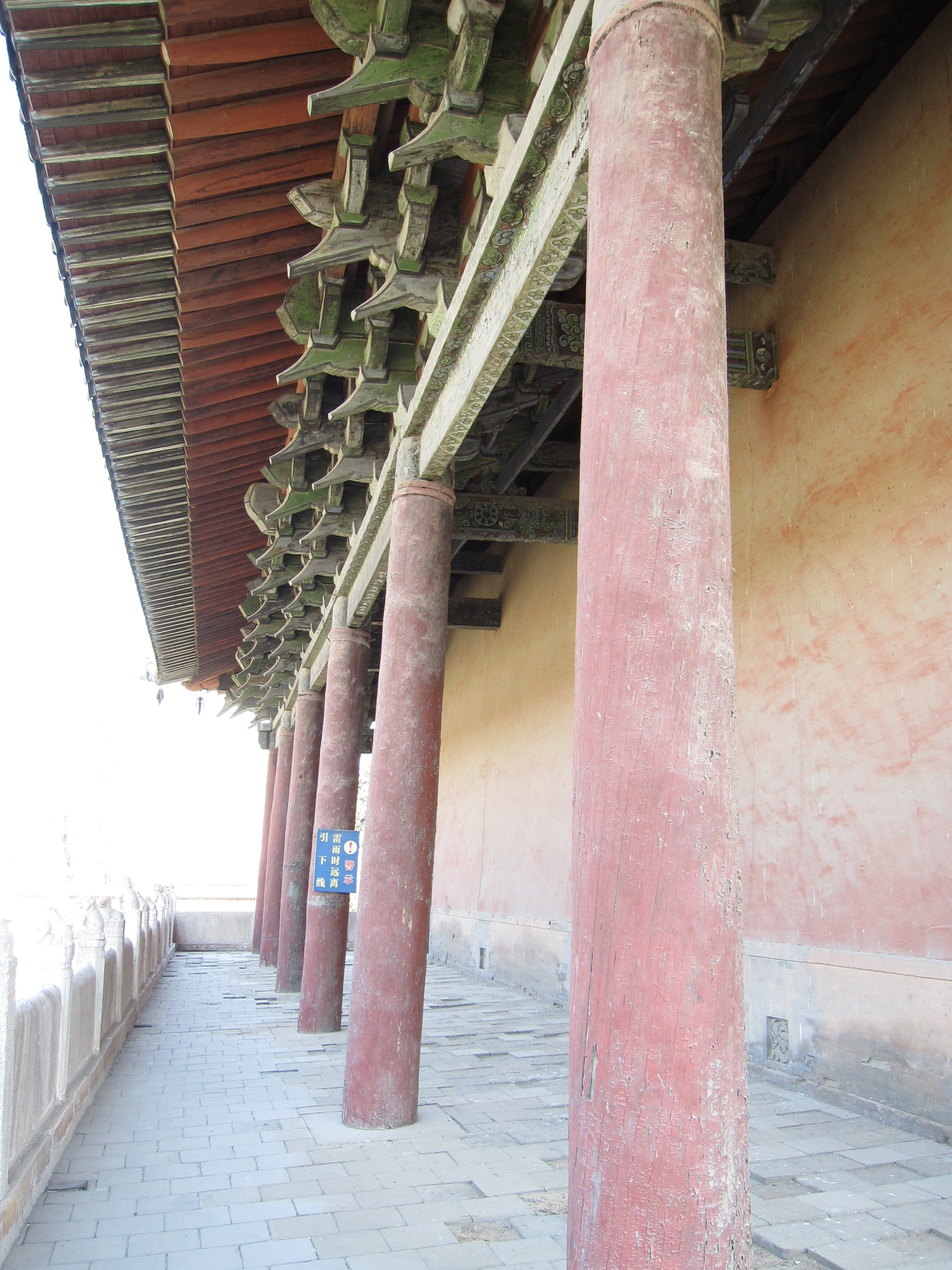
Particolare delle mensole che sorreggono il tetto del Dening Dian

Il tempio di Beiyue è posizionato lungo un asse nord-sud e comprende oggi sei edifici. Da sud a nord, essi sono: un portale d'accesso, una costruzione ottagonale chiamata Padiglione Tianyi (天一阁T, Tiānyī géP), eretto sotto i Ming, altri due portali, e la Sala Dening (德宁殿T, Déníng DiànP). Una grande piattaforma opposta alla Sala Dening presenta oggi i resti di sculture di pietra, ma in passato vi era situata un'altra sala. In base alle iscrizioni del tempio, molti degli edifici che lo compongono furono ricostruiti nel tardo secolo XX.
Le mura che circondano il tempio facevano parte, in passato, delle mura cittadine di Quyang. La porta meridionale del tempio era una delle porte principali della città. Escludendo i resti che ora circondano il tempio, niente rimane oggi di tali mura. Nei sotterranei del tempio si trovano 137 steli, datate dal periodo degli Wei Settentrionali fino ai Qing.

### Sala Dening
La Sala Dening è la sala principale del tempio, e fu eretta nel 1270 in epoca Yuan. La sala è fronteggiata da un'imponente piattaforma conosciuta come yuètái (月台S, lett. "piattaforma della luna"), che misura 25 x 20 m. Costruita anch'essa su un'alta piattaforma, nella Sala Dening si può accedere tramite una scalinata posta di fronte all'entrata principale, o per via di due scale laterali collegate alla yuetai. Una balaustrata bianca e marmorea sormontata da leoni circonda il perimetro della piattaforma. La sala misura sette per quattro campate ed è circondata da un portico coperto. Secondo lo Yingzao Fashi, un trattato di architettura della dinastia Song, la Sala Dening, al fine di sorreggere il tetto, si serve del sistema di mensole di 6º tipo puzuo. Questo genere di accorgimento architettonico consiste in tre mensole trasversali e in tre orizzontali. Tale sistema di mensole è il più complesso fra tutti quelli impiegati durante la dinastia Yuan. Basandosi su questo complesso sistema di mensole, sulla balasutrata marmorea e sull'altezza della piattaforma, Steinhardt identifica la sala Dening come una delle due sale lignee più importanti del periodo Yuan. Queste caratteristiche corrispondono strettamente anche alle descrizioni dell'architettura della capitale, ragion per cui la Sala Dening ben rappresenta l'architettura della capitale Yuan di Dadu (oggi Pechino).
La Sala Dening reca dei murali taoisti su tre delle sue pareti. Il murale del muro occidentale sarebbe stato dipinto sotto i Tang, misura 17 x 7 m e raffigura una divinità acquatica locale sovrastata da un essere alato. Di dimensioni simili a quello occidentale, il muro orientale ritrae il Re drago. La sala ospita nove statue, tutte d'epoca successiva a quella della costruzione della sala.